# Сакро-Куоре-ди-Мария (титулярная церковь)
Титулярная церковь Сакро-Куоре-ди-Мария (лат. Titulus Sacri Cordis Beatae Mariae Virginis ad Forum Euclidis) — титулярная церковь была создана Папой Павлом VI 5 февраля 1965 года апостольской конституцией Sacrum Patrum Cardinalium. Титул принадлежит базилике Сакро-Куоре-ди-Мария, расположенной в квартале Рима Пинчиано, на пьяцца Евклида.
Церковь, которой принадлежит титул церкви, управляется конгрегацией сынов-миссионеров Непорочного Сердца Блаженной Девы Марии.

## Список кардиналов-священников титулярной церкви Сакро-Куоре-ди-Мария
- Анхель Эррера Орья (25 февраля 1965 — 28 июля 1968, до смерти);
- Аркадио Мария Ларраона Саралеги, C.M.F. (28 апреля 1969 — 7 мая 1973, до смерти);
  - вакансия (1973—1976);
- Лоуренс Пикачи, S.J. (24 мая 1976 — 29 ноября 1992, до смерти);
  - вакансия (1992—1994);
- Юлий Рияди Дармаатмаджа, S.J. (26 ноября 1994 — по настоящее время).